# Museo Arqueológico de Kastamonu
El Museo Arqueológico de Kastamonu (en turco Kastamonu Arkeoloji Müzesi) es uno de los museos arqueológicos de Turquía. Está ubicado en la ciudad de Kastamonu, situada en la provincia de su mismo nombre. 

## Historia
El origen del museo puede situarse entre 1941 y 1943, cuando se depositaron una serie de objetos arqueológicos de la antigua región de Paflagonia en un edificio de la calle Cumhuriyet que se había construido entre 1914 y 1917, cuyo arquitecto fue Mimar Kemalettin. Inicialmente fue sede del Comité de Unión y Progreso y posteriormente albergó las sedes de otras organizaciones. Su apertura como museo a los visitantes se produjo en 1952. Tras ser renovado en 1980 volvió a abrir al público en 1981.

## Colecciones
La exposición alberga objetos arqueológicos e históricos procedentes de las áreas de las ciudades de Çankırı y Kastamonu y otros lugares de su entorno. Entre ellos se encuentran hallazgos de las excavaciones de Kınık, en el distrito de Devrekani; de la ciudad antigua de Pompeyópolis, en el distrito de Taşköprü y de los túmulos de Türbetepe, en el distrito de Cide. Cronológicamente se abarcan los periodos prehistórico, hitita, frigio, helenístico, romano, bizantino, el del Principado de Candar y otomano. 
Entre los objetos que alberga se encuentran recipientes de cerámica y de metal, figurillas, objetos de vidrio, esculturas, elementos arquitectónicos, estelas funerarias y sarcófagos. También hay una serie de objetos que están dedicados a Atatürk, ya que este personaje histórico pronunció un discurso en el edificio en 1925.